# So Dark the Con of Man
So Dark the CON of Man je druhé hudební album norské dvojice Madcon vydané v roce 2007.

## Tracklist
1. "Beggin'" - 3:36
2. "Back on the Road" (feat. Paperboys) - 3:35
3. "Liar" - 3:08
4. "Hard Too Read" (feat. Noora) - 3:02
5. "Life's Too Short" - 3:19
6. "The Way We Do Thangs" (feat. Timbuktu) - 3:58
7. "Blessed" - 2:57
8. "Süda Süda" (feat. El Axel) - 3:29
9. "Let It Be Known" - 3:36
10. "Let's Dance Instead" - 2:45
11. "Dandelion" - 3:57
12. "Pride & Prejudice" (feat. Sofian) - 3:03
13. "Me & My Brother" - 5:20
14. "Loose" - 3:30
15. "Doo Woop" - 3:38

## Singly
- Beggin'
- Back On The Road (feat. Paperboys)